# Lellingen
Lellingen (luxembourgeois : Lellgen) est une section de la commune luxembourgeoise de Kiischpelt située dans le canton de Wiltz.